# Censo polaco de 1921
El censo polaco de 1921 o Primer Censo General de Polonia (en polaco: Pierwszy Powszechny Spis Ludności) fue el primer censo de la Segunda República Polaca, realizado el 30 de septiembre de 1921 por la Oficina Central de Estadística. Le siguió el censo polaco de 1931.

## Contenido
El censo cubrió todo el territorio de la naciente República, pero no incluyó las áreas que fueron incorporadas a sus fronteras un año después. 
La naciente República de Polonia se encontraba en un contexto de guerra e inestabilidad (guerra polaco-lituana, motín de Żeligowski). Además, algunas áreas habían sido incorporadas con posterioridad a la creación de la República, como Alta Silesia, y no fueron incluidas en el censo. Como consecuencia de ello, hubo que ajustar posteriormente los datos, lo que produjo más preguntas que respuestas. Tampoco se incluyó al ejército ni al personal bajo jurisdicción militar, y algunas áreas de tamaño considerable no disponían de datos completos debido a la ausencia de refugiados de guerra.
Categorías enteras consideradas esenciales en la actualidad estaban ausentes en los cuestionarios, sujetas a interpretación histórica en cualquier momento dado. Por ejemplo, los ucranianos fueron agrupados con los rusinos (como rutenos, narodowość rusińska), siendo la religión el único factor distintivo; así, había categorías propias para los greco-católicos (68,4%, o 2 667 840 habitantes) y los ortodoxos (31%, o 1 207 739 habitantes), pero no abordó el idioma de la misma manera que lo haría después el censo de 1931. No se nombró como tales a los ucranianos, a los carpato-rusinos ni a los polesios. Las nacionalidades incluidas en el censo se enumeran a continuación: polacos, rutenos, judíos, bielorrusos, alemanes, lituanos, rusos, tutejsi («los de aquí», o indígenas), checos, de otras nacionalidades o de nacionalidad desconocida.

## Datos
| Nacionalidad                      | Población  | %       |
| --------------------------------- | ---------- | ------- |
| Polacos                           | 17.789.287 | 69,23%  |
| Rutenos                           | 3.898.428  | 15,17%  |
| Judíos                            | 2.048.878  | 7,97%   |
| Bielorrusos                       | 1.035.693  | 4,03%   |
| Alemanes                          | 769.392    | 2,99%   |
| Lituanos                          | 24.044     | 0,09%   |
| Rusos                             | 48.920     | 0,19%   |
| Tutejsi («indígenas», «paisanos») | 38.943     | 0,15%   |
| Checos                            | 30.628     | 0,12%   |
| Otros                             | 9.856      | 0,04%   |
| Nacionalidad desconocida          | 631        | ~0,002% |
| Total                             | 25.694.700 | 100%    |